# Морозов, Сергей Дмитриевич (политработник)
Серге́й Дми́триевич Моро́зов (16 ноября 1897 — неизвестно) — политработник советского Военно-морского флота; начальник Политуправления Черноморского флота СССР; капитан 1 ранга.

## Биография
Pодился 16 ноября 1897 г., русский. Служил в царском флоте, с февраля 1918 — в РККФ: уполномоченный военно-морского контроля Балтфлота; писарь Петроградской морской базы (январь-май 1919). В 1919 году в составе 1-го экспедиционного отряда моряков участвовал в боевых действиях против частей Юденича в должности командира взвода (май-сентябрь). С сентября 1919 — делопроизводитель, с февраля 1920 — комендант революционного трибунала Петроградской морбазы. В 1920 году вступил в РКП(б).
В последующем занимал должности комиссара 2-й воздушной дивизии ВВС Морских сил Балтийского моря (май-август 1921), начальника учётно-распределительного отдела политуправления МСБМ (август 1921 — апрель 1922), помощника комиссара санотдела МСБМ (по январь 1925), помощника комиссара ВМИУ. С марта 1925 — комиссар электро-минной школы Краснознамённого Балтфлота, с ноября 1928 — начальник политотдела 4-й авиабригады Балтфлота, с августа 1932 — помощник начальника военно-авиационного строительства ВВС Балтфлота. С мая 1933 — начальник Ленинградского района УНИ Балтфлота; с мая 1934 по август 1937 года — начальник политотдела Ленинградской военно-морской базы; 2 января 1936 года присвоено звание бригадного комиссара. С августа 1937 по январь 1938 года — военный комиссар бригады линкоров Балтфлота.
С января по ноябрь 1938 года — начальник Политуправления Черноморского флота, затем по июнь 1939 — член Военного совета Черноморского флота в звании дивизионного комиссара (присвоено 17.2.1938).
С июня по ноябрь 1939 года — член Военного совета Балтфлота. С ноября 1939 по ноябрь 1940 учился на Высших политических курсах. С ноября 1940 года и в течение всего периода Великой Отечественной войны — военный комиссар, затем заместитель по политчасти начальника Управления гидрографии ВМФ СССР. Участвовал в эвакуации управления и его производственных предприятий из блокированного Ленинграда; вернувшись в Ленинград в 1942 году, руководил переброской оборудования завода штурманских приборов и картпроизводства.
Был избран депутатом Верховного Совета Крымской АССР (1938—1945), делегатом XVIII съезда ВКП(б) (1939).

## Награды
- медаль «XX лет РККА» (1938)[4]
- орден Красной Звезды (22.2.1938)[9]
- медаль «За оборону Ленинграда» (1943)[4]
- орден Трудового Красного Знамени (22.7.1944)[3]
- орден Красного Знамени (3.11.1944)[10]
- орден Ленина (21.2.1945)[4]
- орден Отечественной войны I степени (8.7.1945)[1]